# Шпигель, Фридрих фон
Фри́дрих фон Шпи́гель (нем. Friedrich von Spiegel, 11 июля 1820, Китцинген — 15 декабря 1905, Мюнхен) — немецкий востоковед, издатель и переводчик, специалист в области иранистики.

## Биография
Родился в Китцингене, в 1839 году поступил в Университет Эрлангена для изучения теологии, но вскоре благодаря знакомству с поэтом и востоковедом Фридрихом Рюккертом (1788—1866), пробудившим в нём интерес к новоперсидской литературе в общем и Ирану в частности, сосредоточил внимание на востоковедении. Затем Шпигель продолжил своё обучение в университетах Лейпцига (у Генриха Леберехта Флейшера и Германа Брокгауза) и Бонна (у Христиана Лассена и Иоганна Гильдемайстера). Благодаря последнему он познакомился с пали; используя копию одной парижской рукописи, сделанную Лассеном, будущий востоковед издал в 1841 году оригинальный текст Каммавачи, свода правил для буддийских монахов, и перевод на латинский язык первых пяти глав данного текста. Благодаря этому он смог в ноябре 1842 года окончить Йенский университет. Затем несколько лет Шпигель провёл в библиотеках Копенгагена, Парижа, Лондона и Оксфорда; с 1849 по 1890 годы он являлся профессором восточных языков в Университете Эрлангена.
Издание Каммавачи и «Anecdota Palica» (1845), ставших результатом исследований учёного в области пали, внесло значительный вклад в дело изучения южного буддизма. Вскоре учёный проявил интерес к зороастризму и Авесте. Так, с 1851 года Шпигель начал публиковать частями двухтомное критическое издание авестийских текстов вместе с их переводом на пехлеви (1853—1858) и трёхтомный перевод этих текстов на немецкий язык (1852—1863), которые со временем дополнил комментарий (1865—1869). Был опубликован также ряд работ по персидской тематике, таких как грамматики древнеперсидского и авестийского языков. Затем последовали такие ценные труды по лингвистике и археологии, как Die altpersischen Keilinschriften (1862), Erân (1863), Erânische Altertumskunde (1871-78), Vergleichende Grammatik der alterânischen Sprachen (1882) и Die arische Periode und ihre Zustände (1887).
Научный интерес к Авесте и Палийскому канону Шпигель передал своим ученикам. Одним из достойных продолжателей этого направления стал профессор Вильгельм Гейгер (1856—1943).
С 1870 года — член-корреспондент Петербургской Академии наук.